# Bassignana
Bassignana és un municipi situat al territori de la província d'Alessandria, a la regió del Piemont, (Itàlia).
Pertanyen al municipi les frazioni de Fiondi i Mugarone.
Bassignana limita amb els municipis d'Alluvioni Cambiò, Frascarolo, Gambarana, Isola Sant'Antonio, Montecastello, Pecetto di Valenza, Pieve del Cairo, Rivarone, Suardi i Valenza.

## Galeria

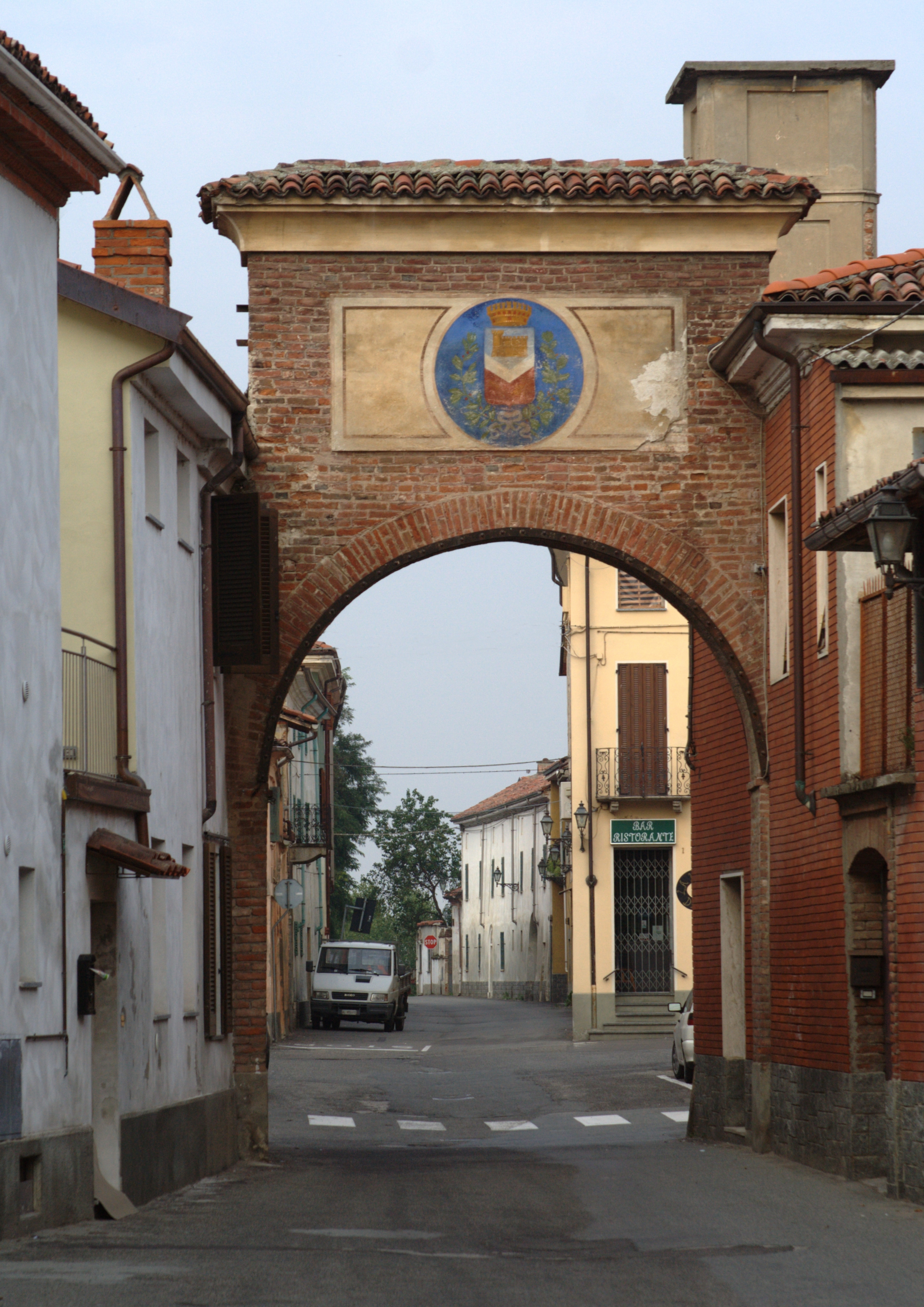
Porta d'entrada
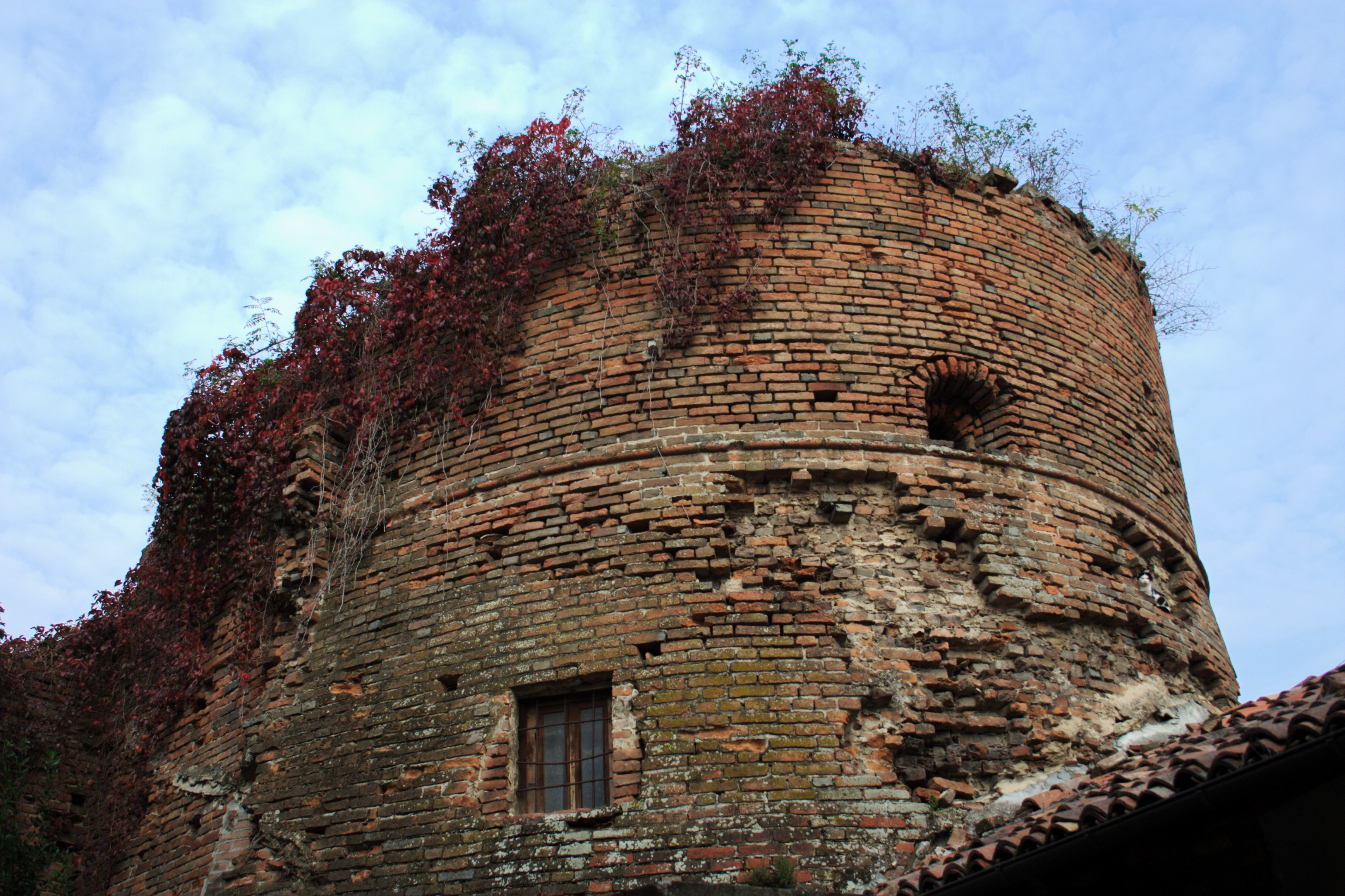
Runes del castell
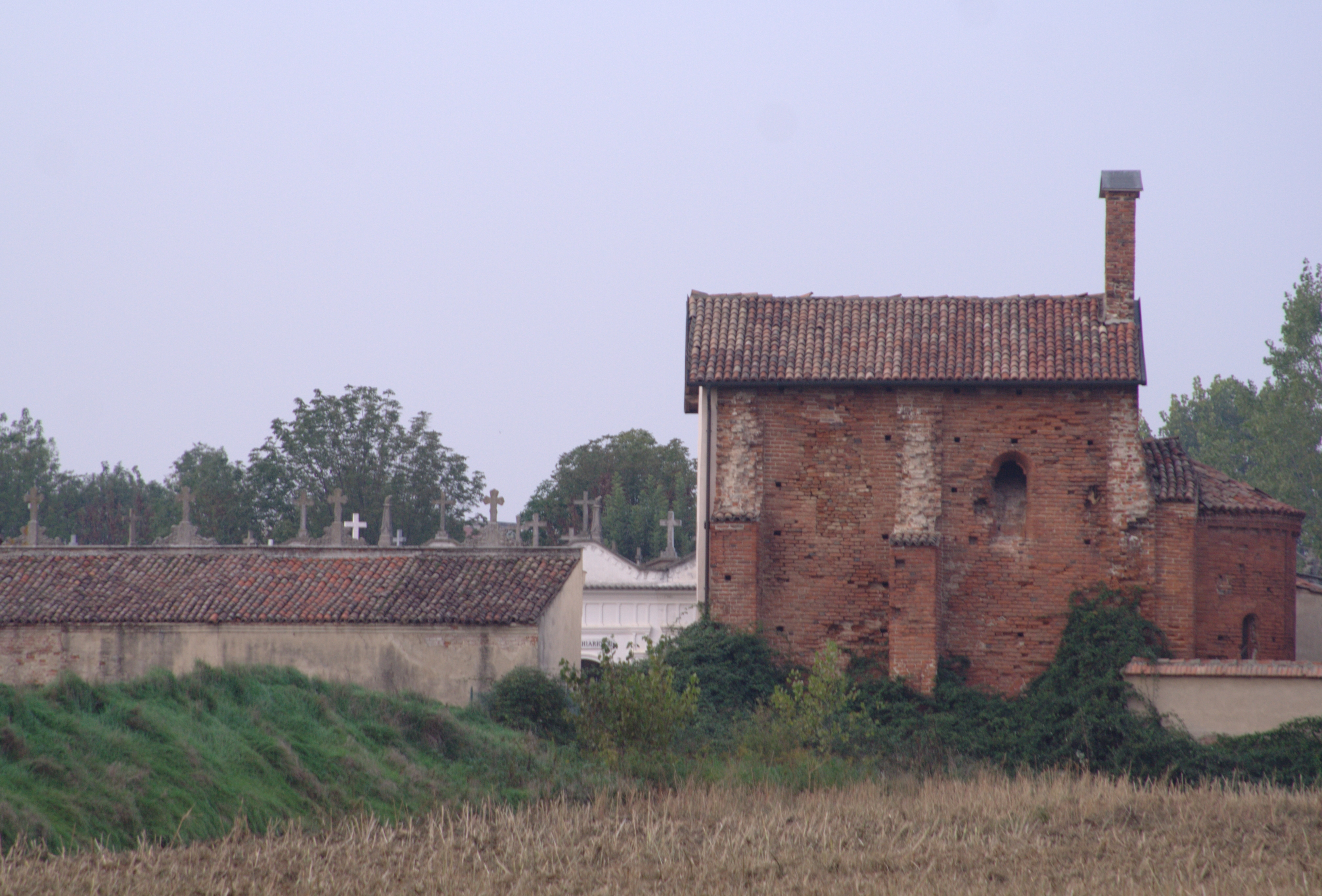
L'església més antiga
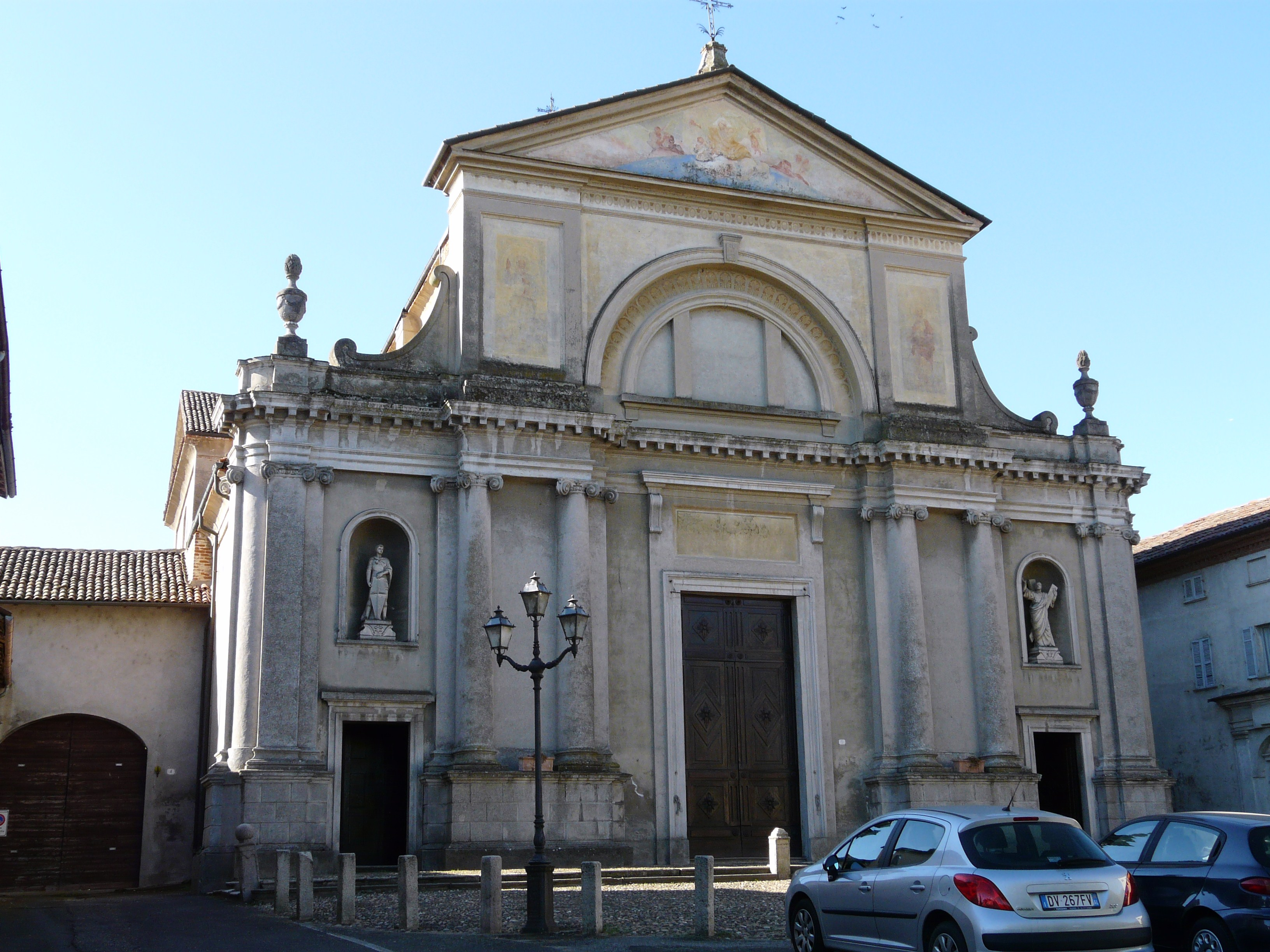
Església de Sant Esteve
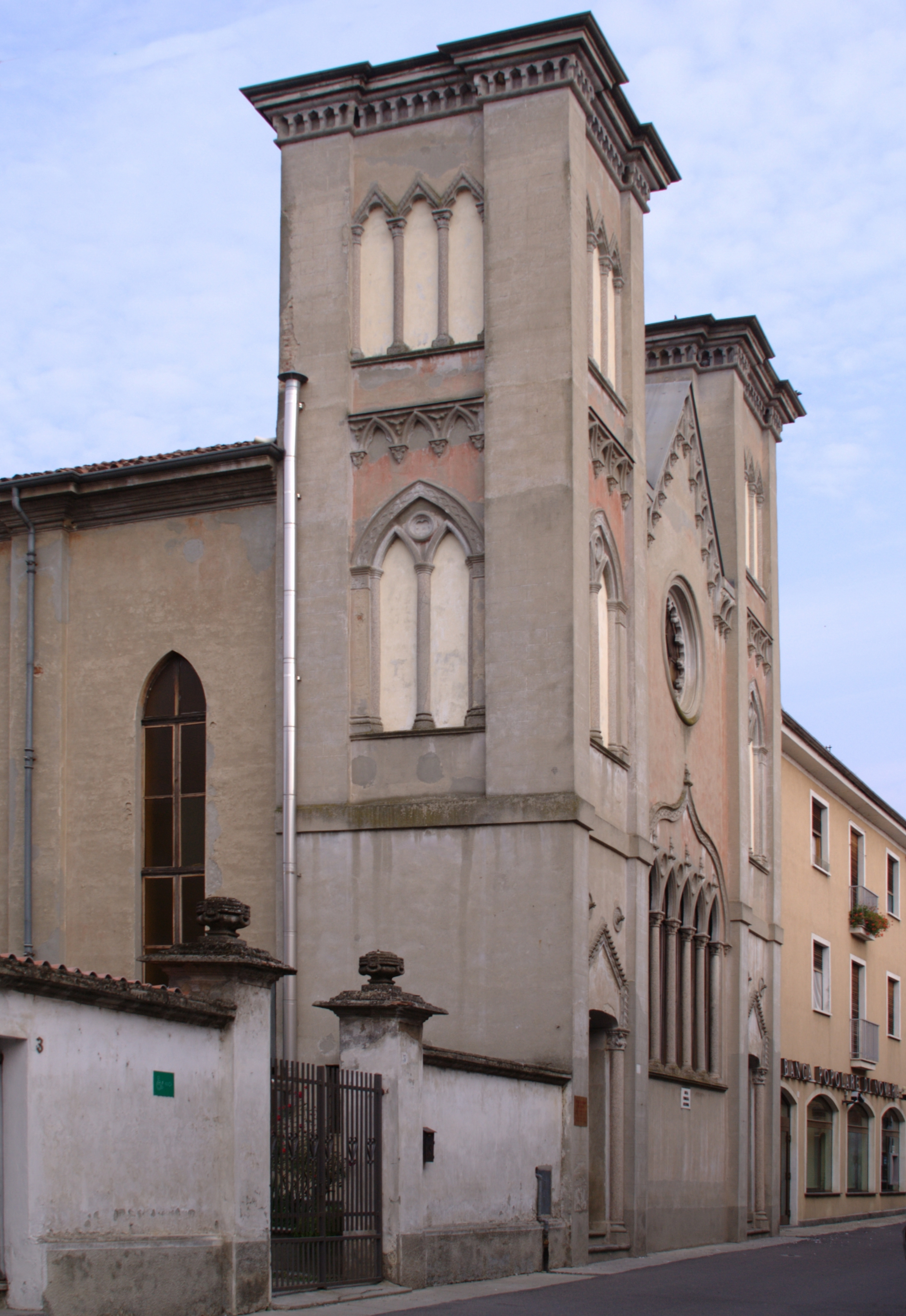
Església evangèlica
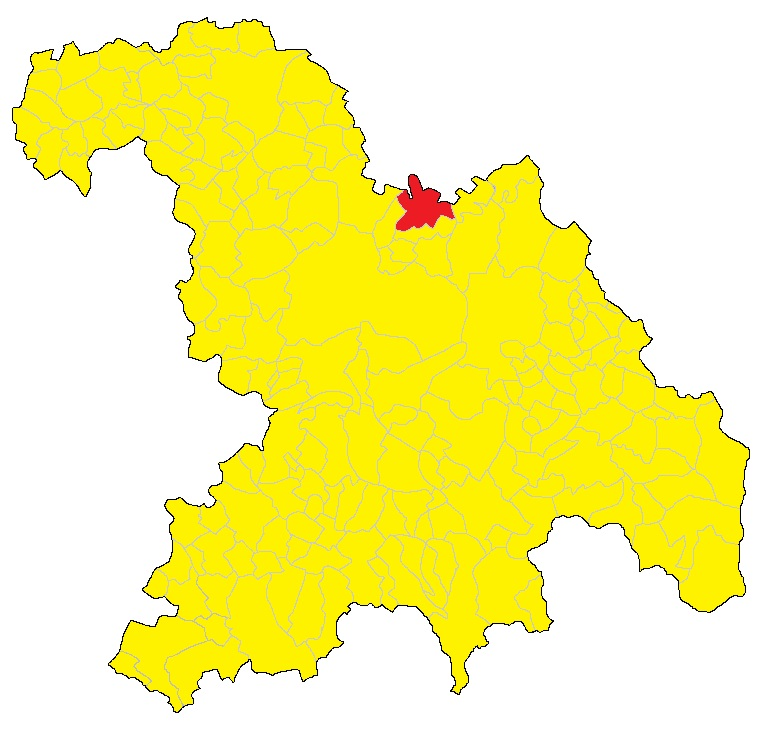
Localització del municipi de Bassignana a la prov. d'Alessandria (Piemont)